# How to Be a Human Being
How to Be a Human Being è il secondo album in studio del gruppo musicale inglese Glass Animals, pubblicato nel 2016.

## Tracce
1. Life Itself – 4:41
2. Youth – 3:51
3. Season 2 Episode 3 – 4:04
4. Pork Soda – 4:14
5. Mama's Gun – 4:27
6. Cane Shuga – 3:17
7. [Premade Sandwiches] – 0:36
8. The Other Side of Paradise – 5:21
9. Take a Slice – 3:50
10. Poplar St – 4:23
11. Agnes – 4:32